# Nationaal park Valkmusa
Nationaal park Valkmusa (Fins: Valkmusan kansallispuisto/ Zweeds: Valkmusa nationalpark) is een nationaal park in Kymenlaakso in Finland. Het park werd opgericht in 1996 en is 17 vierkante kilometer groot. Het landschap bestaat uit veen en moeras waarin moerassneeuwhoen en bosgors leeft. De geelpurperen spanner is het symbool van het park.